# 원피스 16기
일본 애니메이션 《원피스》 16기 '펑크 하자드(パンク·ハザード),(Punk Hazard)는 오다 에이치로의 원작 만화를 기반으로 도에이 애니메이션이 제작하고 미야모토 히로아키가 감독한 열여섯 번째 시즌이다. 2013년 1월 6일 일본 후지 TV에서 처음 방송되었으며, 회차는 총 54회 (575화~628화)에 달한다.
펑크 하자드 편에서는, 신세계에 도달해 첫 섬인 옛 세계정부의 섬 '펑크 해저드'에 상륙한 밀짚모자 일당과 그곳에 비밀리에 아동 생체실험 중인 과학자 시저 클라운, 그의 비서 모네, 칠무해 트라팔가 로우와 G-5기지의 중장 스모커와 대령 타시기등 본격적인 원피스 탈환 에피소드가 진행된다.
로가 먼저 사황 '카이도'와 거래 중인 도플라밍고의 과실인 '스마일'을 제작할 수 있는 과학자 '시저 클라운'을 납치하자며 루피에게 동맹을 제안하였고, 이에 동의한 해적들이 펑크 해저드 연구소로 쳐들어간다. 시저는 이에 대항해 죽음의 가스인 '시노쿠니'를 섬 전역에 퍼지게 하고, 해적과 해군은 동맹을 맺고 이들을 하나하나 제압한다. 시저를 납치하고, R동으로 탈출한다. 
그시각 '칠무해' 도플라밍고는 모네에게 연구소를 폭파하라 지시하지만 모네는 이미 심장을 찔려 사망. 베르고도 숨진 뒤다. 이에 분노한 도플라밍고가 펑크 해저드로 향하지만 밀짚모자 일당과 로우는 이미 떠난 상태.